# الأدب في الأرجنتين

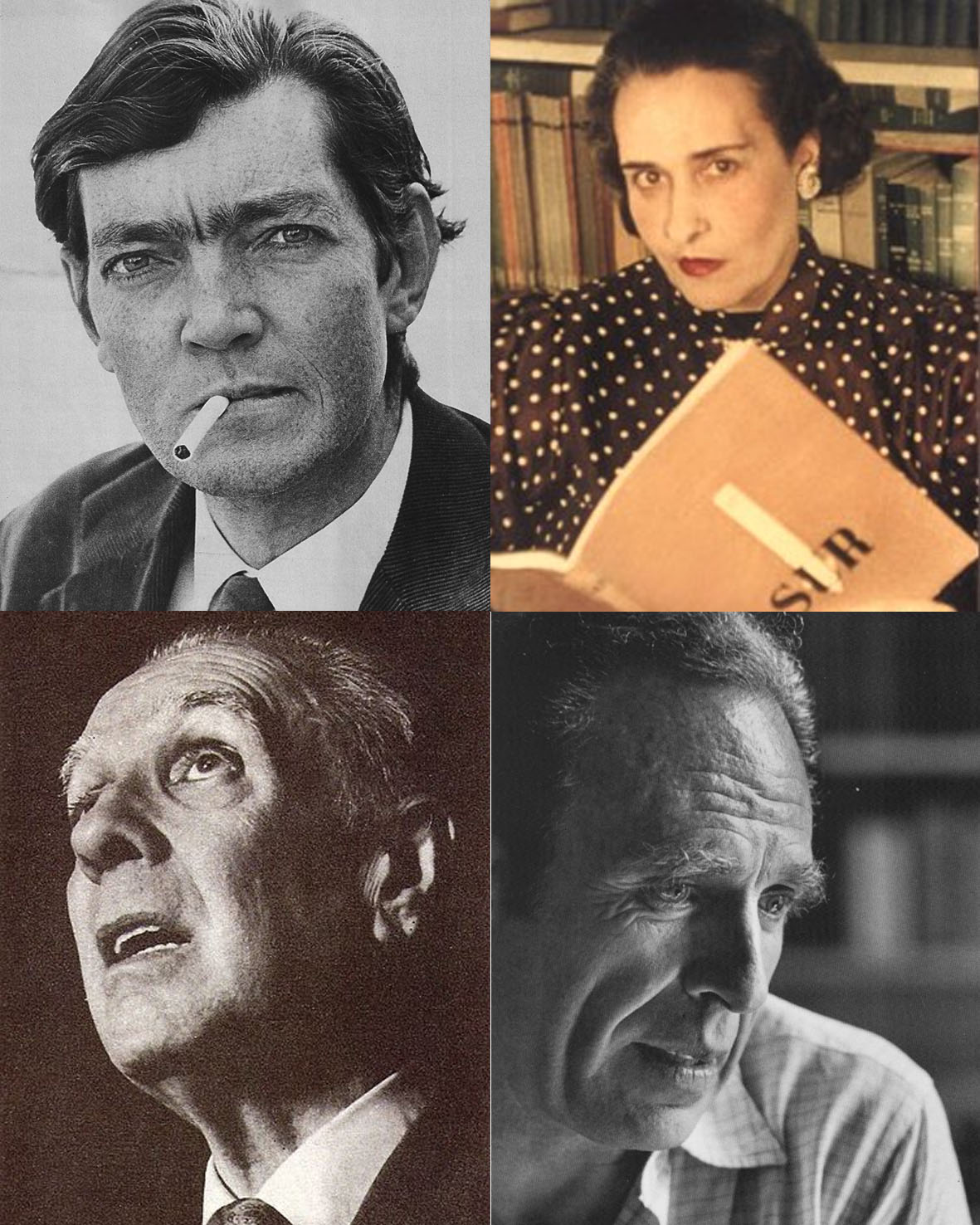
الأدب الأرجينتيني

الأدب الأرجنتيني (بالإسبانية: Literatura de Argentina)‏ هو مجمل الأعمال الأدبية التي كُتبت من قبل كتاب ومؤلفي الأرجنتين، وهو واحد من أغزر وأكثر الأعمال صلة وتأثيرًا في اللغة الإسبانية. ويأتي على قمة ممثليه بعض الكتاب المشهورين أمثال خوليو كورتاثر وخورخي لويس بورخيس وإرنستو ساباتو وليوبولدو لوجونس.

## خورخي لويس بورخيس
خورخي لويس بورخيس كاتب أرجنتيني عاش بين 24 أغسطس 1899 - 14 يونيو 1986. يعتبر من أبرز كتاب القرن العشرين بالإضافة إلى الكتابة فقد كان بورخيس شاعرُا وناقدًا وله عدة رسائل. بدأت شهرة بورخيس الدولية في مطلع عقد 1960. ففي عام 1961، حصل على جائزة فورمنتر مشاركة مع صاموئيل بكيت. ولما كان هذا الأخير معروفًا وذي مكانة عند متكلمي الإنجليزية، في حين كان بورخيس غير معروف عندهم وأعماله كانت غير مترجمة، أخذ الفضول يدور حول هذا الكاتب المغمور الذي شارك الجائزة مع بكيت. تتعرض العديد من قصصه الشهيرة لطبيعة الوقت واللا نهاية والمرايا والمتاهات والواقع والهوية، وتركز بعض قصصه على مواضيع وهمية، مثل مكتبة تحتوي على جميع الكتب التي يبلغ عدد صفحاتها 410 مثل مكتبة بابل ورجل لا ينسى شيئا من حياته مثل الحافظ قيونس وآلة يستطيع من يستخدمها أن يرى كل ما في الكون مثل الألِف وسنة من الزمن لاتمر وتبقى ثابتة عند رجل يقف أمام فرقة تطلق النار مثل المعجزة السرية. وبالمثل فقد قص بورخيس قصصًا متنوعة الدرجات من حيث الواقعية اقتبسها من حياة أمريكا الجنوبية وقصص أبطال شعبية ومقاتلين ورعاة أبقار ومحققين وشخصيات تاريخية، وكان يمزج الواقع بالخيال والحقائق بالأوهام، وفي عدة مرات وخصوصًا في بداياته المهنية كان الخيال والواقع يتقاطع عند بورخيس ليكون مرواغة أدبية.

## إرنستو ساباتو
إرنستو ساباتو يعد واحد من أهم كتاب أمريكا اللاتينية، ولد في روخاس في بوينوس آيرس في 24 يونيو 1911. فقد كان يكتب في مجالي الرواية والمقال بالإضافة إلى كونه عالم فيزياء ورسام. وأما بالنسبة لإنتاجه الأدبي فقد كتب ثلاث روايات: النفق وأبطال ومقابر وأخيرًا رواية الجحيم المهلك. كما كتب عدد كبير جدًا من المقالات التي لا تحصى وتدور حول الإنسان ووجوديته.. وتوفي في سانتوس لوجارس في بوينوس أيرس في 30 أبريل 2011.

## خوليو كورتاثر
خوليو فلورينثيو كورتاثر ديسكوتي مفكر أرجنتيني وكاتب ومترجم، ولد في مقاطعة إكسيل، بروكسل عاصمة بلجيكا في 26 أغسطس 1914. حاصل على الجنسية الفرنسية ويعد واحدًا من أكثر كتاب القرن العشرين تجديدًا وأصالة، ويضاهي بأعماله أدباء من أمثال خورخي لويس بورخيس وأنطون تشيخوف وإدغار آلان بو، فهو مايسترو القصة القصيرة والنثر الشعري والسرد القصير بشكل عام. وقد كتب مجموعة من الروايات التي بدأت أسلوباً ا جديدًا لصناعة الأدب المكتوب باللغة الإسبانية، مبتعدًا بذلك عن النماذج الكلاسيكية وذلك من خلال سرد يخلو من خطية الزمن واستخدام شخصيات ذات سلوك ذاتي وعمق سيكولوجي وتلك العناصر قليلًا ما كانت تظهر في الأعمال القصصية والروائية المختصة بهذه الفترة. وتأتي رواية الحجلة على رأس أعماله الأدبية. وتوفي في باريس في 12 فبراير 1984.

## ليوبولدو لوجونس
ليوبولدو لوجونس شاعر وصحفي وسياسي وكاتب مقال أرجنتيني، ولد في قرطبة في الأرجنتين في 13 يونيو 1874. وينتمي لتيار الحداثة، وكتب في مجالات القصة القصيرة والشعر والمقال والرواية. وتوفي في بوينس آيرس في الأرجنتين في 18 فبراير 1938.